# دافيد ماتيني
دافيد ماتيني (بالإيطالية: Davide Matteini)‏ (11 مايو 1982 بليفورنو في إيطاليا - ) هو لاعب كرة قدم إيطالي في مركز الوسط. لعب مع نادي إمبولي ونادي بادوفا ونادي بارما ونادي باليرمو ونادي برو باتاريا ونادي بيسكارا ونادي ريجيانا 1919 ونادي ريميني ونادي فيتشينزا ونادي كروتوني ونادي ليفورنو وكوسينزا كالشيو ونادي فياريجو ونادي تيرامو وHistory of AS Gualdo Calcio ‏ وASD Gualdo Casacastalda ‏ وAC Tuttocuoio 1957 San Miniato ‏ وVigontina San Paolo FC ‏.

## روابط خارجية
- دافيد ماتيني على موقع قاعدة بيانات كرة القدم.إي يو (الإنجليزية)
- دافيد ماتيني على موقع Soccerway.com (الإنجليزية)